# Dorea longicatena
Dorea longicatena è una specie di batterio appartenente alla famiglia delle Clostridiaceae.